# بوزبال

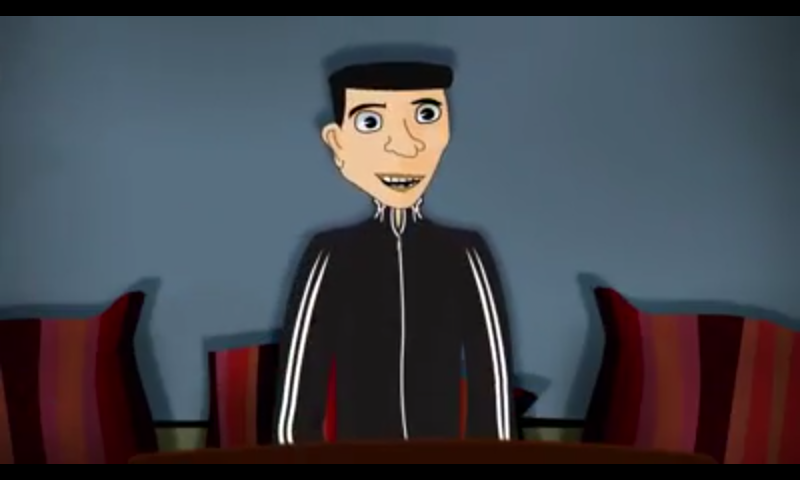

بوزبال هي سلسلة رسوم متحركة ساخرة من تأليف المغربي محمد نصيب واسم الشخصية الرئيسية في السلسلة، وسابقا شخصية تظهر في بعض الميمات الساخرة المغربية على الفيسبوك. اشتهرت السلسلة في أواخر عقد 2010 على موقعي يوتوب وفيسبوك، وتطورت جودة إنتاجها على مر السنوات بحيث تصدر حلقات جديدة بين الحين والآخر. صدرت أول حلقة تحت عنوان «مي شعيبية» لكنها لم تتمحور بشكل أساسي حول شخصية «بوزبال».